# Kölesd
Kölesd is een plaats (község) en gemeente in het Hongaarse comitaat Tolna. Kölesd telt 1670 inwoners (2001).